# Hôtel Castiaux
L’hôtel Castiaux est un hôtel particulier situé à Lille, dans le département du Nord.

## Histoire
L'hôtel a été édifié par Émile Vandenbergh en 1886 pour le compte d'Eugène Castiaux, maître imprimeur à Lille. Ce dernier l'a habité jusqu'en 1935, avant que l'immeuble ne soit laissé à l'abandon. Promis à la démolition, il est réhabilité à la suite d'une exposition lors du Festival de Lille de 1980.
Ce bâtiment fait l’objet d’un inscription au titre des monuments historiques depuis le 9 juillet 1981.

## Localisation
L'hôtel est situé au 7 rue Desmazières à Lille.

## Architecture
Par son exubérance et sa liberté de conception, l'hôtel est considéré comme un précurseur de l'Art nouveau. Construit en pierre, il marie fenêtres en plein cintre et un décor particulièrement soigné de fer forgé et de bois sculpté. La terrasse du toit est occupée par un atelier d'artiste.